# Soyuz-L

Foguete Soyuz-L

O foguete Soyuz-L (11A511L), em russo Союз-L que significa "União-L", foi um veículo de lançamento descartável, desenvolvido na União Soviética, hoje Rússia, projetado pelo OKB-1, hoje RKK Energia, e fabricado na State Aviation Plant No. 1, em Samara, Rússia.
Ele foi usado para testes em órbita terrestre baixa do módulo LK lander, como parte do programa lunar tripulado soviético, por esse motivo, apenas três lançamentos desse modelo foram realizados:
- Missão Kosmos 379 em 24 de Novembro de 1970
- Missão Kosmos 398 em 26 de Fevereiro de 1971
- Missão Kosmos 434 em 12 de Agosto de 1971

O Soyuz-L, era uma versão de dois estágios derivada do Molniya-M, com o primeiro estágio e os foguetes auxiliares reforçados, para
suportar o maior peso da carga útil, além de uma coifa mais larga para envolver o veículo lunar de forma apropriada. 